# Mahmutlu (Saimbeyli)
Mahmutlu ist ein Ortsteil (Mahalle) im Landkreis Saimbeyli der türkischen Provinz Adana mit 315 Einwohnern (Stand: Ende 2024). Im Jahr 2011 zählte Mahmutlu 398 Einwohner.